# Seconde épître de Clément
La Seconde épître de Clément (Κλήμεντος πρὸς Κορινθίους, Klēmentos pros Korinthious) est un apocryphe rédigé en grec entre la fin du Ier siècle et l'année 140 par un chrétien anonyme. 

## Présentation

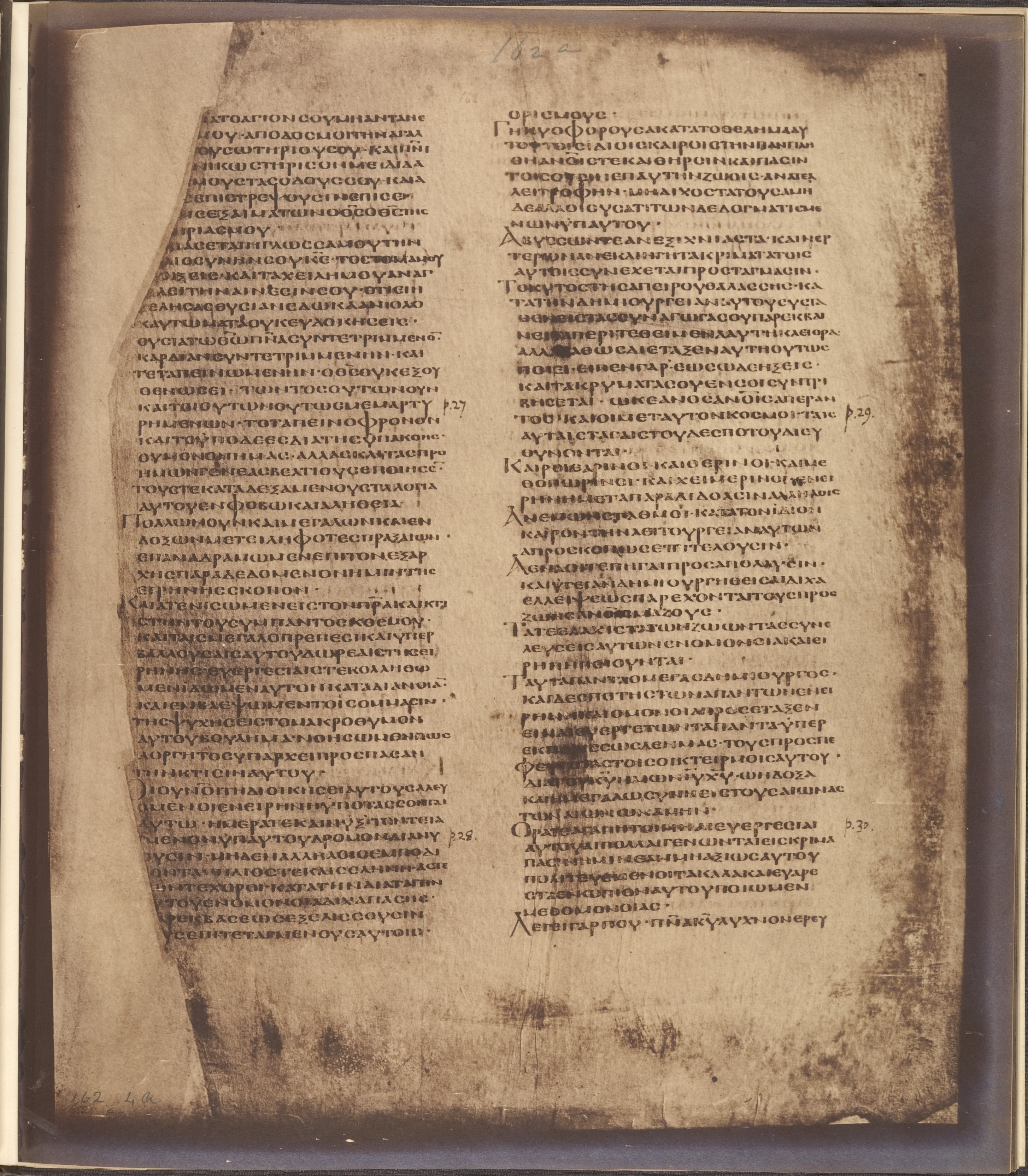
Fac-similé photographiques d'une des pages des épitres de Clément dans le Codex Alexandrinus

Ce texte a longtemps été attribué, à tort, à Clément de Rome, auteur de la Première épître de Clément, adressée elle aussi à l'Église de Corinthe.
La confusion vient sans doute du fait que ces deux textes figurent à la suite l'un de l'autre dans différents manuscrits, dont le Codex Alexandrinus. L'édition originale de la « seconde épître » a été publiée en 1637 par le bibliothécaire du roi, Patrick Young.
Cette « seconde épître », malgré son titre, n'est pas une lettre, mais une homélie.